# Bertya linearifolia
Bertya linearifolia är en törelväxtart som beskrevs av David A. Halford och Rodney John Francis Henderson. Bertya linearifolia ingår i släktet Bertya och familjen törelväxter. Inga underarter finns listade i Catalogue of Life.